# Linognathus pedalis
Linognathus pedalis – gatunek wszy należący do rodziny Linognathidae, powoduje chorobę wszawicę. Pasożytuje na: owcy domowej (Ovis aries) i koźle śnieżnym (Oreamnos americanus). Gatunek kosmopolityczny.
Samiec długości 1,5 mm, samica 2,0 mm. Są silnie spłaszczone grzbietowo-brzusznie. Samica składa jaja zwane gnidami, które są mocowane specjalnym "cementem" u nasady włosa. Rozwój osobniczy trwa po wykluciu się z jaja około 14 dni.
Występuje na skórze owłosionej głównie na głowie, szyi, grzbiecie i okolicach nasady ogona. W przypadku silnego opadnięcia może występować na całym ciele.